# ユーレイルパス
ユーレイルパスは、ヨーロッパの一定期間鉄道乗り放題の周遊券。域外からの観光客に対し発行される。
このパスを発行するユーレイル（Eurail）とは、オランダのユトレヒトを本拠地とし、ルクセンブルクに登記されている企業 Eurail Group G.I.E. のことで、ユーレイルパス（ユーレイルグローバルパス）をはじめとするヨーロッパ各国の鉄道パスを発行している。たとえばヨーロッパ居住者・6ヶ月以上の滞在者には同社からインターレイルパスが発行される。同社にはヨーロッパ各国の鉄道会社や船会社が出資している。スマートホンを提示することで利用できるモバイルグローバルパスもある。

## パスの指定席料金
- 各駅停車、快速の他、インターシティ(IC)、ユーロシティ(EC)などの特急・急行料金もパスの料金の中に含まれていることが多い。
- 全車座席指定制の列車の場合、座席指定料金が別途必要となる。
- 寝台車やクシェツト（簡易寝台）を利用する場合には必ず予約と寝台料金が必要。
- 現地の窓口で予約をする際には、パスの提示をしなくてはならない。

## パスの利用可能期間
旅客は決められた日数・等級・地域のパスを持っている間、ヨーロッパ内の定められた地域の鉄道や航路を何度でも利用できる。
- 通用日連続タイプ
有効期間内であれば連日利用できる。
- フレキシータイプ
有効期間内で鉄道を利用する日と利用しない日を自分で選ぶことができる。連日利用することも可能。フレキシータイプのパスには利用する日を記入する箇所があるが、書き間違えた場合、訂正できない。

## パスの割引
シニア割引
ユーレイルパス利用開始時に60歳以上が購入することができる。
ユーレイルパスを使った旅行初日の時点で59歳の場合は、通常の大人用パスの購入が必要。シニア割引は 1 等 (1st) と 2 等 (2nd) のいずれでも利用可能。
ユース割引
12 - 27歳（ - 25歳の場合もある）は、ユース割引を利用できる。
11歳以下は無料
大人用パスを所有している1人につき、11歳以下は2人まで無料で乗車することができる。

## ユーレイル グローバルパス
2021年現在、ユーレイル グローバルパスは次の33ヶ国をカバーしている。
- ポルトガル共和国
- スペイン王国
- フランス共和国
- イタリア共和国
- スイス連邦
- オーストリア共和国
- ドイツ連邦共和国
- ルクセンブルク大公国
- ベルギー王国
- オランダ王国
- イギリス
- アイルランド  IE(アイルランド鉄道)
- デンマーク王国
- ノルウェー王国
- スウェーデン王国
- フィンランド共和国
- エストニア共和国
- ラトビア共和国
- リトアニア共和国
- ポーランド共和国
- チェコ共和国
- スロバキア共和国
- ハンガリー
- ルーマニア
- スロベニア共和国
- クロアチア共和国
- ボスニア・ヘルツェゴビナ
- セルビア共和国
- モンテネグロ
- 北マケドニア共和国
- ブルガリア共和国
- ギリシャ共和国
- トルコ共和国

## その他のユーレイルパス
- ユーレイル 1か国パス(Eurail　One Country Pass)

ユーレイルグローバルパス加盟33ヶ国のうち、以下の国内のみで通用するパス。
スペイン、ポルトガル、フランス、イタリア、オーストリア、フィンランド、アイルランド、ルーマニア、デンマーク、ノルウェー、スウェーデン、フィンランド、エストニア、ラトビア、リトアニア、ポーランド、チェコ、スロバキア、ハンガリー、ブルガリア、スロベニア、クロアチア、セルビア、北マケドニア、ギリシャ、ギリシャの島々、トルコ
- ユーレイル　ジャーマンレイルパス(Eurail　German RailPass)

ドイツ国内のみで利用できるパスで、以下の2種類があるが費用を追加することで、オーストリア、スイス、ベルギー、イタリアへも移動することが可能となる。
- 有効期間が、2日間・3日間・4日間・8日間・15日間の通用日連続タイプ
- 利用開始日から1か月間の有効期間内で、3日・5日・7日・10日・15日分の鉄道利用日が選べるフレキシータイプ

利用できるのはヨーロッパ以外に居住している者。日本人の場合ヨーロッパに6ヶ月以上滞在できるビザを所有している場合は利用不可。
- ツインパス: 2人グループが1枚のパスを利用する場合の割引料金。1人ずつ購入するよりも安くなる。同一行動が条件。
- ユーレイル ベネルクスパス(Eurail　Benelux Pass)

ベネルクス（ベルギー、オランダ、ルクセンブルク)の3ヶ国で利用可能。
- ユーレイル スカンジナビアパス(Eurail　Scandinavia Pass)

スカンジナビア（デンマーク、ノルウェー、スウェーデン、フィンランド)の4ヶ国で利用可能。利用日数や料金設定は、ユーレイル 1か国パス(Eurail　One Country Pass)に準じる。
- ユーレイル　インター　レイルパス(Eurail　Inter Rail Pass)

ヨーロッパ諸国に6ヶ月以上滞在している外国人居住者向けのパス。
ユーレイル グローバルパス加盟の33ヶ国で利用できるグローバルパスや、ユーレイル 1か国パスと同様の2種類がある。

## ユーレイル以外のパス
ユーレイル以外の主体が発行する数ヶ国又は1か国を利用できる鉄道パス（数ヶ国：バルカン　フレキシーパス、ヨーロピアン　イーストパス、1ヶ国：ブリット　レイルパス、スイス　トラベルパスなど）があるが、これらはユーレイルパスではなく、利用路線等の効力も当該国をカバーするユーレイルパスとは異なる場合がある。たとえば、マッターホルン・ゴッタルド鉄道はユーレイルパスでそのまま乗車できないが（パスの提示で乗車券を25%割引で購入できる）、スイス　トラベルパスはそのまま乗車できる。ヨーロッパのほぼ全域をカバーするユーレイルグローバルパス（いわゆるユーレイルパス）や各国別のパス、2 - 5ヶ国の隣接した地域を周遊するパス、2 - 6人が同一旅程で乗車する時に割り引かれるセーバーパス、26歳未満の若者向けのユースパスなど、料金や設定日数など旅客のニーズを満たすためユーレイルは多様性に富んだパスを販売している。
- スイス　トラベルパス(Swiss Travel Pass)

スイス国内のみで利用できるパスで、以下の2種類がある。スイス国内90都市のポストバスなどの交通機関、山岳鉄道の割引、美術館や博物館の入場も可能。
- 有効期間が、3日間・4日間・8日間・15日間の通用日連続タイプ
- 利用開始日から1ヶ月間の有効期間内で、3日・4日・8日・15日分の鉄道利用日が選べるフレキシータイプ

利用できるのはスイス及びリヒテンシュタイン以外に居住している者。日本人の場合スイス及びリヒテンシュタインに6ヶ月以上滞在できるビザを所有している場合は利用不可。
- ブリット　レイルパス(Brit Rail Pass)

イギリス国内(北アイルランドを除く)で利用できるパスで、以下の2種類がある。大人・セーバー・ユース・シニアの料金設定がある。
- 有効期間が、2日間・3日間・4日間・8日間・15日間・22日間・1ヶ月間の通用日連続タイプ
- 利用開始日から1ヶ月間の有効期間内で、2日間・3日間・4日間・8日間・10日間。2ヶ月間の有効期間内で、15日分の鉄道利用日が選べるフレキシータイプ

利用できるのはイギリス以外に居住している者。日本人の場合イギリスに6ヶ月以上滞在できるビザを所有している場合は利用不可。
- セーバー料金: 3人以上のグループが1枚のパスを利用する場合の割引料金。1人ずつ購入するよりも安くなる。同一行動が条件。
- ヨーロピアン　イーストパス(European East Pass)

オーストリア、チェコ、スロバキア、ハンガリーの4ヶ国の国営鉄道のみ利用が可能で、ウエストバーン、レギオジェット、レオエクスプレス等の私鉄では利用できない。
- 利用開始日から1ヶ月間の有効期間内で、5～10日分の鉄道利用日が選べるフレキシータイプのみ。
- バルカン　フレキシーパス(Barcan Flexi Pass)

ルーマニア、ボスニア・ヘルツェゴビナ、セルビア、モンテネグロ、ブルガリア、北マケドニア、ギリシャ、トルコの8ヶ国で利用できる。
- 利用開始日から2ヶ月間の有効期間内で、3日・5日・7日・10日・15日分の鉄道利用日が選べるフレキシータイプのパスである。
- 国営鉄道及び代表的な私鉄で利用可能であるが、ルーマニアでは、ルーマニア旅客鉄道(CFR)では利用できず、Regio Trans社での利用となるので注意が必要。

## 備考
パス購入者は通常、追加料金無しで様々な列車を利用することが出来る（ユーロシティやインターシティなど）。しかし、TGVやトレニタリアの優等列車、ユーロナイト・シティナイトラインなどの個室寝台、クシェット（簡易寝台）、その他予約が義務付けられている夜行列車などの特別列車は若干の追加料金が必要である。タリスやユーロスターは、パス利用者用の割引運賃が設定されている。
スイスの主要私鉄は例外だが、多くの私鉄はユーレイルパスでは乗車できない（その場合でも、パスの提示により割引を受けられることは多い）。また、国鉄又はその民営化会社の線路を借りて別会社（オープンアクセス事業者と呼ばれ、日本でいう第二種鉄道事業者に該当する。）が独自の運賃で走らせている列車の一部、たとえばドイツのインターコネックスやハンブルク＝ケルン＝エクスプレス、イタリアのイタロ（.italo）、イタリア-フランス間の夜行列車テルオーにも乗車できない。

## ヨーロッパの主要高速鉄道
- AVE
- CTRL
- ICE
- X 2000
- TGV
- TGV  inOui
- Railjet
- アバント (列車)
- アルコ (列車)
- アルタリア (列車)
- アルビア (列車)
- イギリス国鉄APT-E
- オランダ高速鉄道
- タリス
- トルコ高速鉄道
- ヌオーヴォ・トラスポルト・ヴィアッジャトーリ
- バスクY
- フィーラ
- フリートーゲ
- フレッチャビアンカ
- フレッチャルジェント
- フレッチャロッサ
- ミュンヘン・ニュルンベルク・エクスプレス
- メルシタリア・ファスト
- ユーロスター
- ユーロスター・イタリア
- ユーロメッド

## 参考出典
- Thomas Cook European Rail Timetable Winter 2011/12 edition  ISBN 978-1-84848-532-7
- ヨーロッパ鉄道の旅　(ダイヤモンド社　2020年5月発行)